# André Filippini
André Filippini (Sion, 13 settembre 1924 – 19 novembre 2013) è stato un bobbista, dirigente sportivo e imprenditore svizzero.

## Biografia
Ai VI Giochi olimpici invernali (edizione disputatasi nel 1952 a Oslo, Norvegia) vinse la medaglia di bronzo nel Bob a 4 con i connazionali Fritz Feierabend, Albert Madörin e Stephan Waser. Meglio di loro le nazionali statunitense e tedesca (medaglia d'oro).
Il tempo segnato fu di 5:11,70, quasi un secondo di differenza da quella statunitense (5:10,84) e quasi quattro secondi dalla prima classificata (5:07,84).
Dal 1971 al 1977 fu presidente del Sion. Sempre nel 1977, come direttore dell'impresa di lavori pubblici Savro, fu coinvolto in uno scandalo politico-finanziario e condannato a otto anni di reclusione.